# Ugo Vanni
Padre Ugo Vanni (Jesús María, 26 settembre 1929 – Roma, 27 settembre 2018) è stato un teologo ed esegeta italiano.

## Biografia
Ugo Vanni nasce a Jesús María, nella provincia argentina di Córdoba, il 26 settembre 1929.
È ordinato sacerdote il 9 luglio 1960.
Gesuita, consegue la licenza in filosofia e teologia presso la Pontificia Università Gregoriana, la laurea in lettere classiche presso l'Università "La Sapienza" di Roma e la laurea in Scienze Bibliche al Pontificio Istituto Biblico.
Insegna per molti anni esegesi del Nuovo Testamento alla Pontificia Università Gregoriana e al Pontificio Istituto Biblico, pubblicando nel frattempo numerosi studi su Paolo e sull'Apocalisse, e impegnandosi anche in varie attività pastorali.
È stato padre spirituale del Collegio Capranica di Roma dal 2001.

## Pubblicazioni[2]
- Lettere ai Galati e ai Romani. Versione, introduzione e note di U. Vanni, Roma, 1967, 19958;
- La struttura letteraria dell'Apocalisse, Roma, 1970, 19802;
- Lettere di Pietro, Giacomo e Giuda. Versione, introduzione e note di U. Vanni, Roma, 1975, 20035;
- Apocalisse. Una assemblea liturgica interpreta la storia, Brescia, 1979, 200011;
- Apocalypsis. Introducción y comentario, Buenos Aires, 1980;
- Apocalipsis. Una asemblea litúrgica interpreta la historia, Estella, 1982, 19986;
- Apocalipse. Una assembleia litúrgica interpreta a história, São Paulo, 1984;
- Lettere di Pietro, Giacomo e Giuda, Brescia, 1986, 19952;
- L'apocalisse: ermeneutica, esegesi, teologia, Bologna, 1988, 19912; ristampa: 1998, 2001;
- L'opera creativa nell'Apocalisse, Roma, 1993;
- Accogliere lo Spirito: nel pensiero di Paolo e Giovanni, Milano, 1998;
- Il sacerdozio della Nuova Alleanza, (con Albert Vanhoye e Franco Manzi), Milano, 1999;
- Apocalisse e Antico Testamento. Una sinossi, Roma, 20004;
- «Divenire nello Spirito»: l'Apocalisse guida di spiritualità, Roma, 2000, 20012;
- L'ebbrezza nello Spirito (1 Cor 12,13; Ef 5,18): una proposta di spiritualità paolina, Roma, 2000, 20012;
- Las Cartas de Pablo, Buenos Aires, 2002;
- Con Gesù verso il Padre. Per una spiritualità della sequela, Roma, 2003;
- Apocalisse. Una assemblea liturgica interpreta la storia, Brescia, 2005;
- Lectura del Apocalipsis: hermenéutica, exégesis, teología, (trad. Honorio Rey), Estella, 2005;
- Opojenie Duchom: Nácrt spirituality apoštola Pavla, Svit, 2005;
- La plenitud en el Espíritu (1Cor 12,13; Ef 5,18): una propuesta de espiritualidad paulina, Madrid, 2006;
- L'uomo dell'Apocalisse, Roma, Edizione AdP, 2008;
- Apocalisse, libro della rivelazione. Esegesi biblico-teologica e implicazioni pastorali, Bologna, Edizione Dehoniane, 2009;
- Intervista sull'Apocalisse. Collasso del cosmo o annunzio di un mondo nuovo?, Bologna, Edizione Dehoniane, 2009;
- Il sacerdozio nell'Apocalisse e nella Seconda Lettera di Pietro. Un impegno che abbraccia tutta la vita del cristiano in vista del regno di Dio, Roma, Edizione AdP, 2009;
- Apocalipsul, Sapientia, Iaşi 2009;
- Il tesoro di Giovanni. Un percorso biblico-spirituale nel Quarto Vangelo, (a cura di Luca Pedroli), Assisi, Cittadella editrice, 2010;
- Por los senderos del Apocalipsis. Exégesis bíblica y teológica, implicaciones pastorales y aspectos socioculturales, Buenos Aires, San Pablo, 2010;
- El hombre del Apocalipsis. Una vision antropologica, moral e espritual, Bogotà, San Pablo, 2011;
- Dal quarto Vangelo all'Apocalisse. Una comunità cresce nella fede, Assisi, Cittadella editrice, 2011;
- Apocalisse di Giovanni, 2 voll., Assisi, Cittadella editrice, 2018.